# Arquidiócesis de Kigali
La arquidiócesis de Kigali (en latín: Archidioecesis Kigaliensis y en kiñaruanda: Arikidiyosezi Gatolika ya Kigali) es una circunscripción eclesiástica de la Iglesia católica en Ruanda. Se trata de una arquidiócesis latina, sede metropolitana de la provincia eclesiástica de Kigali. Desde el 19 de noviembre de 2018 su arzobispo es Antoine Kambanda.

## Territorio y organización
La arquidiócesis tiene 3271 km² y extiende su jurisdicción sobre los fieles católicos de rito latino residentes en la provincia de Kigali; los distritos de Rulindo y Gakenke en la provincia Norte; el distrito de Bugesera y parte del de Rwamagana en la provincia Oriental.
La sede de la arquidiócesis se encuentra en la ciudad de Kigali, en donde se halla la Catedral de San Miguel.
En 2021 en la arquidiócesis existían 31 parroquias.
La arquidiócesis tiene como sufragáneas a las diócesis de: Butare, Byumba, Cyangugu, Gikongoro, Kabgayi, Kibungo, Nyundo y Ruhengeri.

## Historia
La arquidiócesis fue erigida el 10 de abril de 1976 con la bula Cum Venerabiles del papa Pablo VI, obteniendo el territorio de la arquidiócesis de Kabgayi, que al mismo tiempo se transformó en diócesis de Kabgayi y se convirtió en sufragánea de Kigali.
En la guerra civil que afectó a Ruanda en la primera mitad de la década de 1990, murió el arzobispo Vincent Nsengiyumva, entre otros miembros de la Iglesia.

## Estadísticas
Según el Anuario Pontificio 2022 la arquidiócesis tenía a fines de 2021 un total de 676 250 fieles bautizados.
| Año                                                                             | Población            | Población | Población      | Sacerdotes | Sacerdotes    | Sacerdotes    | Bautizados por sacerdote | Diáconos permanentes | Religiosos | Religiosos | Parroquias |
| Año                                                                             | Bautizados católicos | Total     | % de católicos | Total      | Clero secular | Clero regular | Bautizados por sacerdote | Diáconos permanentes | Varones    | Mujeres    | Parroquias |
| ------------------------------------------------------------------------------- | -------------------- | --------- | -------------- | ---------- | ------------- | ------------- | ------------------------ | -------------------- | ---------- | ---------- | ---------- |
| 1980                                                                            | 355 341              | 708 000   | 50.2           | 87         | 30            | 57            | 4084                     |                      | 95         | 128        | 17         |
| 1990                                                                            | 558 513              | 1 007 839 | 55.4           | 125        | 39            | 86            | 4468                     |                      | 118        | 238        | 17         |
| 1999                                                                            | 507 698              | 945 133   | 53.7           | 82         | 39            | 43            | 6191                     |                      | 95         | 258        | 18         |
| 2000                                                                            | 593 432              | 1 132 871 | 52.4           | 85         | 44            | 41            | 6981                     |                      | 76         | 253        | 18         |
| 2001                                                                            | 603 811              | 1 116 474 | 54.1           | 85         | 42            | 43            | 7103                     |                      | 85         | 261        | 18         |
| 2002                                                                            | 663 666              | 1 178 417 | 56.3           | 101        | 51            | 50            | 6570                     |                      | 88         | 270        | 18         |
| 2003                                                                            | 680 205              | 1 400 683 | 48.6           | 102        | 58            | 44            | 6668                     |                      | 84         | 273        | 18         |
| 2004                                                                            | 683 441              | 1 350 179 | 50.6           | 115        | 64            | 51            | 5942                     |                      | 103        | 290        | 20         |
| 2006                                                                            | 721 759              | 1 312 533 | 55.0           | 110        | 66            | 44            | 6561                     |                      | 86         | 277        | 21         |
| 2013                                                                            | 833 000              | 1 528 000 | 54.4           | 135        | 71            | 64            | 6170                     |                      | 176        | 411        | 27         |
| 2016                                                                            | 952 665              | 1 830 982 | 52.0           | 156        | 97            | 59            | 6106                     |                      | 168        | 442        | 28         |
| 2019                                                                            | 1 015 235            | 1 951 250 | 52.0           | 165        | 98            | 67            | 6152                     |                      | 225        | 707        | 31         |
| 2021                                                                            | 676 250              | 1 909 608 | 35.4           | 168        | 103           | 65            | 4025                     |                      | 232        | 669        | 31         |
| Fuente: Catholic-Hierarchy, que a su vez toma los datos del Anuario Pontificio. |                      |           |                |            |               |               |                          |                      |            |            |            |

## Episcopologio
- Vincent Nsengiyumva † (10 de abril de 1976-7 de junio de 1994 falleció)
- Thaddée Ntihinyurwa (9 de marzo de 1996-19 de noviembre de 2018 retirado)
- Antoine Kambanda, desde el 19 de noviembre de 2018